# Depoe Bay (település)
Depoe Bay (kiejtése:[depoː beːj]) az Amerikai Egyesült Államok északnyugati részén, Oregon állam Lincoln megyéjében helyezkedik el. A várost 1973-ban alapították. A 2010. évi népszámlálási adatok alapján 1 398 lakosa van, ez 19,1%-os növekedés a 2000. évi adatokhoz képest.
Területe 4,69 km², melynek 100%-a szárazföld. Kikötője 2,4 hektáros méretével a világ legkisebb hajózható kikötője.

## Történet
Depoe Bay első lakói a siletz indián törzs tagjai voltak. A város névadója William Charles DePoe, aki később Depoe Charlie néven lett ismert. Családja az 1894-es Dawes Act keretében szerezte meg a területet.  Nevét számos rejtély övezi. Egy elmélet alapján nevét onnan kapta, hogy a helyi siletz törzsnek a mai Toledo területén elhelyezkedő katonai raktárból élelmet szállított.
A város kikötője a 2011-es tóhokui földrengés és cunami következtében károkat szenvedett.

## Népesség

### 2010
A 2010-es népszámláláskor a városnak 1 398 lakója, 714 háztartása és 411 családja volt. A népsűrűség 298,2 fő/km². A lakóegységek száma 1 158, sűrűségük 247 db/km². A lakosok 92,9%-a fehér, 1,5%-a indián, 1,2%-a ázsiai, 0,2%-a a Csendes-óceáni szigetekről származik, 1,5%-a egyéb etnikumú, 0,6% pedig kettő vagy több etnikumú. A spanyol vagy latino származásúak aránya 4,8% (3,7% mexikói, 0,2% Puerto Ricó-i, 0,1% kubai, 0,7% pedig egyéb spanyol/latino származású).
A háztartások 10,6%-ában élt 18 évnél fiatalabb. 48,7% házas, 6% egyedülálló nő, 2,8% pedig egyedülálló férfi; 42,4% pedig nem család. 32,8% egyedül élt; 13,3%-uk 65 éves vagy idősebb. Egy háztartásban átlagosan 1,96 személy élt; a családok átlagmérete 2,39 fő.
A medián életkor 56,6 év volt. A város lakóinak 9,7%-a 18 évesnél fiatalabb, 5% 18 és 24 év közötti, 16,5%-uk 25 és 44 év közötti, 38,9%-uk 45 és 64 év közötti, 29,8%-uk pedig 65 éves vagy idősebb. A lakosok 48,1%-a férfi, 51,9%-uk pedig nő.

### 2000
A 2000-es népszámláláskor a városnak 1 174 lakója, 584 háztartása és 359 családja volt. A népsűrűség 251,8 fő/km². A lakóegységek száma 911, sűrűségük 195,4 db/km². A lakosok 92,5%-a fehér, 0,34%-a afroamerikai, 1,7%-a indián, 0,6%-a ázsiai, 0,17%-a a Csendes-óceáni szigetekről származik, 1,02%-a egyéb etnikumú, 3,66% pedig kettő vagy több etnikumú. A spanyol vagy latino származásúak aránya 3,58% (2,7% mexikói, 0,1% Puerto Ricó-i, 0,1% kubai, 0,7% pedig egyéb spanyol/latino származású).
A háztartások 17%-ában élt 18 évnél fiatalabb. 51,4% házas, 7% egyedülálló nő; 38,5% pedig nem család. 31% egyedül élt; 11,3%-uk 65 éves vagy idősebb. Egy háztartásban átlagosan 2,01 személy élt; a családok átlagmérete 2,43 fő.
A medián életkor 50 év volt. A város lakóinak 14,4%-a 18 évnél fiatalabb, 3,9%-a 18 és 24 év közötti, 22,1%-a 25 és 44 év közötti, 35,7%-a 45 és 64 év közötti, 23,9%-a pedig 65 éves vagy idősebb. Minden 100 nőre 95,6 férfi jut; a 18 évnél idősebb nőknél ez az arány 92.
A háztartások medián bevétele 35 417 amerikai dollár, ez az érték családoknál $43 967. A férfiak medián keresete $28 750, míg a nőké $25 469. A város egy főre jutó bevétele (PCI) $24 994. A családok 5,5%-a, a teljes népesség 8%-a élt létminimum alatt; a 18 év alattiaknál ez a szám 15,1%, a 65 év felettieknél pedig 2,1%.

## Éghajlat
A város éghajlata meleg, kevés csapadékkal. A legmelegebb hónap július, a melegrekord e hónapban dőlt meg, közel 38 °C-kal; a leghidegebb pedig december, a hidegrekord e hónapban dőlt meg, -17 °C-kal.
| Hónap                         | Jan.  | Feb.  | Már. | Ápr. | Máj. | Jún. | Júl. | Aug. | Szep. | Okt. | Nov. | Dec.  | Év    |
| ----------------------------- | ----- | ----- | ---- | ---- | ---- | ---- | ---- | ---- | ----- | ---- | ---- | ----- | ----- |
| Rekord max. hőmérséklet (°C)  | 20,5  | 25,0  | 25,0 | 31,1 | 32,7 | 34,4 | 37,7 | 36,6 | 35,5  | 34,4 | 26,1 | 20,5  | 37,7  |
| Átlagos max. hőmérséklet (°C) | 11,1  | 11,6  | 12,2 | 13,3 | 15,0 | 16,6 | 18,3 | 18,3 | 18,3  | 16,1 | 12,7 | 10,5  | 14,5  |
| Átlaghőmérséklet (°C)         | 7,6   | 8,0   | 8,8  | 9,2  | 11,4 | 13,3 | 14,7 | 14,7 | 13,9  | 11,9 | 8,9  | 7,2   | 10,8  |
| Átlagos min. hőmérséklet (°C) | 4,4   | 4,4   | 5,0  | 5,5  | 7,7  | 10,0 | 11,1 | 11,1 | 9,4   | 7,7  | 5,5  | 3,8   | 7,2   |
| Rekord min. hőmérséklet (°C)  | −15,5 | −11,1 | −5,5 | −5,0 | −1,1 | 0,5  | 0,5  | 2,7  | 0,0   | −3,8 | −7,7 | −17,2 | −17,2 |
| Átl. csapadékmennyiség (mm)   | 264   | 204   | 197  | 120  | 90   | 70   | 20   | 20   | 50    | 130  | 270  | 270   | 1705  |
| Forrás: The Weather Channel   |       |       |      |      |      |      |      |      |       |      |      |       |       |

## Szereplések
- 1975-ben a Száll a kakukk fészkére című film  halászjelenetét a városban forgatták.[11]
- 2008-ban a Megváltás című film éttermi jeleneteit a Tidal Raves Restaurantban forgatták.[12]

## Média
A város rádiója az Agpal Broadcasting által működtetett KPPT-FM, mely 70-es és 80-as évekbeli rock- és popdalokat játszik.

## Fordítás
Ez a szócikk részben vagy egészben  a   Depoe Bay, Oregon című angol Wikipédia-szócikk ezen változatának fordításán alapul.  Az eredeti cikk szerkesztőit annak laptörténete sorolja fel. Ez a jelzés csupán a megfogalmazás eredetét és a szerzői jogokat jelzi, nem szolgál a cikkben szereplő információk forrásmegjelöléseként.